# Aoplus torpidus
Aoplus torpidus är en stekelart som först beskrevs av Wesmael 1857.  Aoplus torpidus ingår i släktet Aoplus och familjen brokparasitsteklar. Inga underarter finns listade i Catalogue of Life.